# Альтенкірхен (Кузель)
Альтенкірхен (нім. Altenkirchen) — громада в Німеччині, розташована в землі Рейнланд-Пфальц. Входить до складу району Кузель. Складова частина об'єднання громад Шененберг-Кюбельберг.
Площа — 6,44 км2. Населення становить 1297 ос. (станом на 31 грудня 2020).